# Freia
|  | Aquest article tracta sobre la deessa nòrdica. Vegeu-ne altres significats a «(76) Freia». |

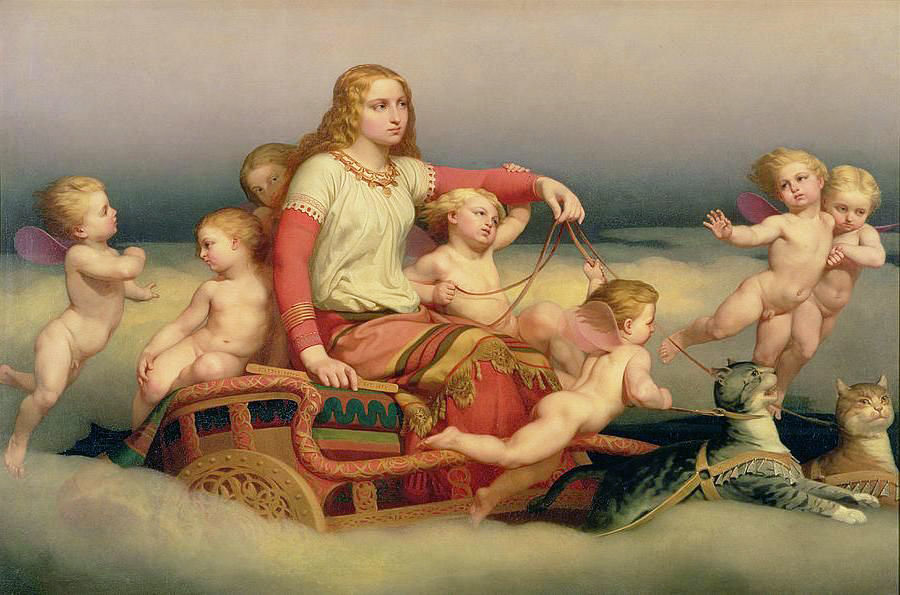
Carro de la Deessa Freia.

En la mitologia nòrdica, Freia és la deessa de l'amor i la fertilitat. És la deessa patrona de les collites i els naixements, símbol de sensualitat i s'invocava en les matèries d'amor. Ella estima la música, la primavera i les flors, i és particularment propera als follets (les fades). Freia és una de les deesses capdavanteres del Vanir. És la filla del déu Njörðr, i la germana de Freyr. Després es va casar amb el déu misteriós Od (probablement una altra forma d'Odin), qui va desaparèixer. Quan ella es va lamentar per al seu marit perdut, les seves llàgrimes es van convertir en or. Els seus atributs són el collaret preciós del Brisings que ella va obtenir dormint amb quatre nans, una capa (o pell) de plomes de l'ocell que permeten al seu usuari transformar-se en un falcó i un carro estirat per dos gats. Ella posseeix Hildesvini (el «senglar de la batalla») que, en realitat, és el seu amant humà Ottar disfressat. Freia viu al palau bonic Folkvang («el camp de gent»), un lloc on sempre es canten cançons d'amor, i el seu palau és Sessrumnir. Tria els guerrers morts amb Odin: una meitat van al seu palau, mentre l'altra meitat van al Valhalla. Les dones també van al seu palau. També se l'anomena Eigandi valfalls «posseïdora dels caiguts en batalla», Valfreyja «senyora dels caiguts en batalla» i de les valquíries en general i Vanadis «senyora dels Vanir», que va donar nom al vanadi.

## Noms

### Etimologia

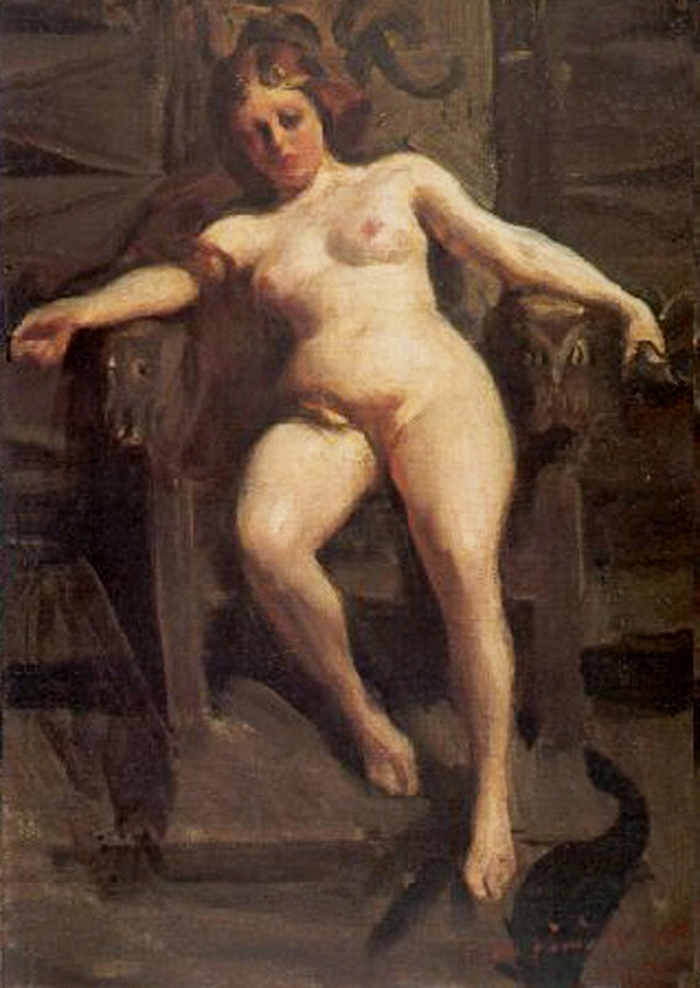
Freia d'Anders Zorn, 1901. Zorn Collections

El nom Freia prové d'un terme germànic que significa "senyora" (Fru o Frau en escandinau o alemany).
Tant en nòrdic antic com en islandès modern, Frú significa "amant, senyora, dona". En altres idiomes moderns, la paraula s'ha convertit en Frue (danès), Fru (suec), Frau (alemany), Vrouw (neerlandès).
Podríem considerar-la com l'equivalent de Venus pel seu simbolisme de bellesa, però també de Minerva pels seus atributs bèl·lics. És probable que sigui la descendent mitològica més directa de Hertha.
El nom del seu animal simbòlic, la truja (syr en nòrdic antic), podria estar a l'origen del nom dels suecs, Sviar ("adoradors de la truja").
El company de Freia és Óðr, el de Frigg és Odin.

### Altres noms
De l'Edda prosaica de Snorri Sturluson, Freia també era coneguda amb els següents noms:
- Vanadís "Dís de les Vanir" o "bella deessa"(Väna significa "bonica");
- Mardöll "mar brillant" (Mar significa "mar" i döll és el femení de dallr "brillant");
- Hörn, que podria estar relacionat amb la paraula hörr, que significa "lli" o "roba";
- Gefn, "la donant", Un nom adequat per a una deessa de la fertilitat;
- Sýr, "truja", segons l'associació dels Vanir amb porcs i fertilitat.

A la Saga de Njál, Freia també s'anomena Valfreyja, que significa "amant dels elegits", "amant dels morts", per comparació amb el nom d'Odin Valfadir (Valfaðir) ("pare dels morts") i el de les valquíries, valkyrja ("qui tria els morts").

### Freia
La Freia de Der Ring des Nibelungen de Richard Wagner és una combinació de les deesses Freia i Iðunn. Deessa de la joventut, germana de Froh i Donner, és el símbol de l'amor i la feminitat. Regna sobre les pomes daurades de la llarga vida. Apareix a Das Rheingold. Arthur Rackham representa a la deessa collint pomes per il·lustrar "la bella Freia" a l'edició de Das Rheingold i Die Walküre.

### Kenningar
Un kenning és una figura estilística específica de la poesia escandinava, que consisteix a substituir una paraula per una perífrasi de valor metafòric. Si no s'utilitza habitualment cap kenning per designar Freia, el nom de la deessa ha estat la font de molts kenningar, principalment al registre de materials preciosos. L'or es diu també "llàgrimes de Freia", "llàgrimes de Mardöll" o "llàgrimes de la dona d'Óðr". Les coses boniques en general es diuen "noies de Freia".
Té com a germà bessó a Freyr, líder del Vanir, i només podria ser la cara femenina del concepte encarnat per Freyr. És probable que hi hagi un fort vincle entre Nerthus i Freia o Frigg "Frija".
Del seu marit Óðr, "un home que viatja lluny", Freia va tenir dues filles, Hnoss i Gersimi. Óðr és probablement una hipòstasi d'Odin o fins i tot d'Odin mateix, ja que aquest desapareix poc després del seu matrimoni. Després que Óðr va desaparèixer, Freia va plorar llàgrimes d'or vermell que es van convertir en ambre quan van caure al mar. De vegades es confon amb Frigg que seria la hipòstasi de Freyja, l'esposa d'Odin, deessa del matrimoni.

## Parentiu i filiació
Els pares de Freia són Njörðr i Hertha segons si el mite és d'Escandinàvia o Alemanya.
Té com a germà bessó a Freyr, líder del Vanir, i només podria ser la cara femenina del concepte encarnat per Freyr. És probable que hi hagi un fort vincle entre Nerthus i Freia o Frigg "Frija".
Del seu marit Óðr, "un home que viatja lluny", Freia va tenir dues filles, Hnoss i Gersimi. Óðr és probablement una hipòstasi d'Odin o fins i tot d'Odin mateix, ja que aquest desapareix poc després del seu matrimoni. Després que Óðr va desaparèixer, Freia va plorar llàgrimes d'or vermell que es van convertir en ambre quan van caure al mar. De vegades es confon amb Frigg que seria la hipòstasi de Freyja, l'esposa d'Odin, deessa del matrimoni.

## Símbols i atributs

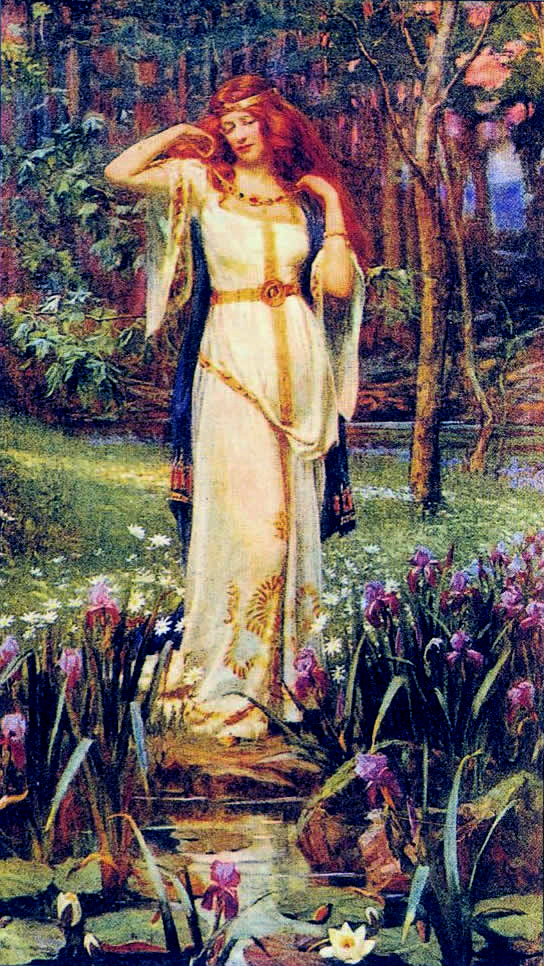
Freia, de J. Penrose.

### Collaret Brísingar
El collaret Brísingar és un famós collaret d'or i d'ambre, que apareix a les sagues llegendàries i a Beowulf. Algunes versions del seu mite l'atribueixen a Frigg i no a Freia.
Quan Freia portava el collaret, ningú no es podia resistir al seu encant. La joia també tenia la propietat de donar suport a l'exèrcit que la deessa volia promoure al camp de batalla. Però, per aconseguir-ho, es va haver de casar un dia amb cadascun dels quatre nans creadors d'aquest collaret.

### Abric
Freia té un abric de plomes de falcó, anomenat Valshamr ("pell de falcó (o plomatge)" o "capa de ploma de falcó", segons les traduccions). Permet al portador transformar-se en ocell i volar d'un món a un altre. Igual que el collaret Brísingar, aquest abric màgic de vegades s'atribueix a Frigg.

### Carro

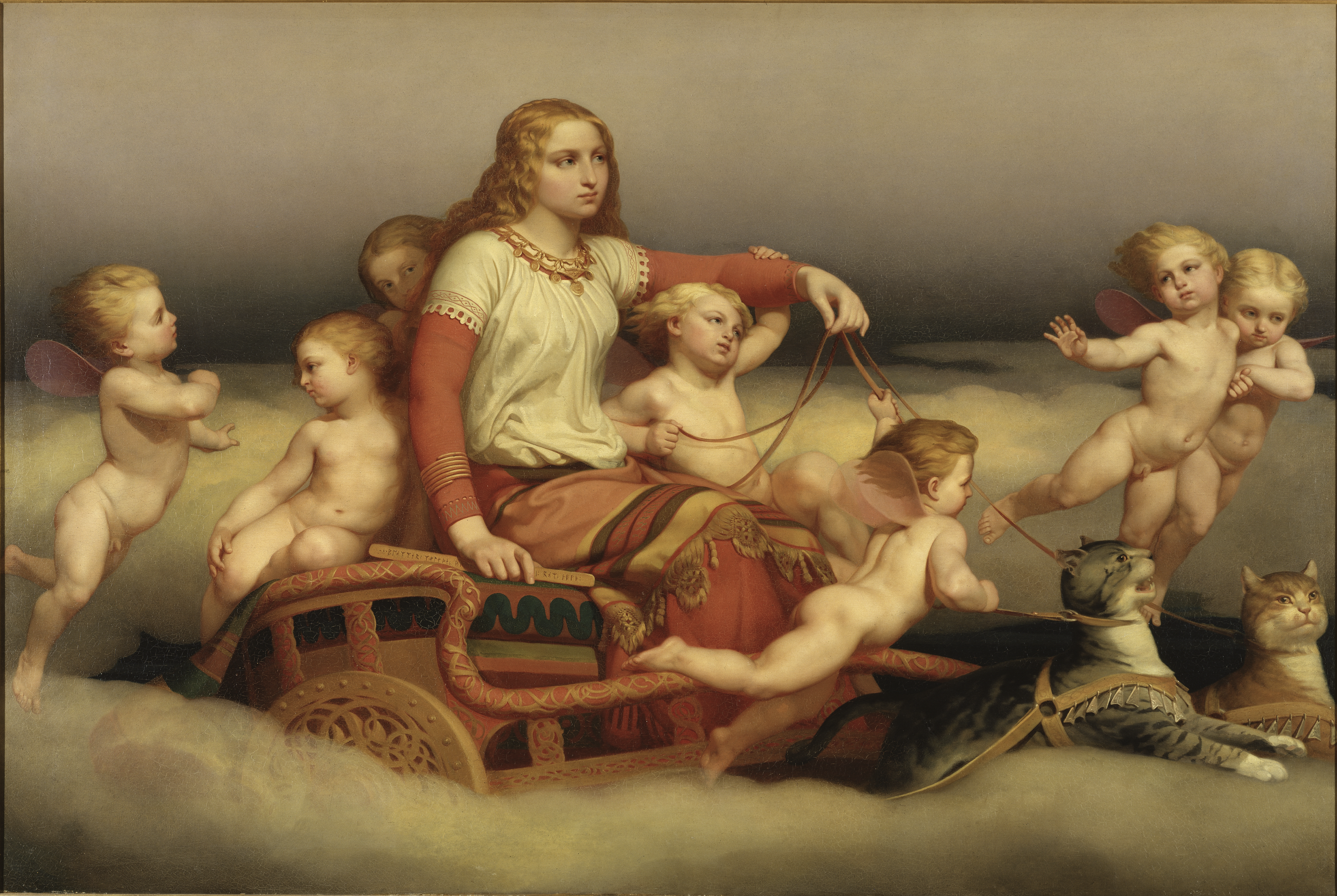
Freia al seu carro tirat pels seus gats, envoltada de querubins, de Nils Blommér (1852).

El carro de Freyja és tirat per dos gats blaus. Segons la font, de vegades se'ls anomena Thófnir (Þófnir) i Högni, o de vegades Brundr i Kælinn. La majoria de les vegades no són citats. Imposant la seva mida, suggereixen que són gats o linxs forestals noruecs. Igual que els llops d'Odin, els gats són sagrats er a Freia.
A diferència de molts altres déus, és estimada pels gegants i molts d'ells la cobegen.

#### El regal de Thor
A l'alba, Freia es desperta d'un somni encantador pels sorolls tempestuosos que provenen de fora. A la porta principal, hi ha Thor en un carro tirat per dues cabres. Freia la crida i li fa un sermó per haver fet tant de soroll mentre intentava dormir. Thor li diu que té la intenció d'anar a pescar i que se n'anirà aviat.
Com havia promès, Thor va al riu a pescar un drac aquàtic. Mentre espera, sent un so molest, seguit d'una cançó encantadora i calmant. La cançó calma a Thor que s'adorm. De cop, el molest so torna a començar i desperta Thor. Està enfadat per haver estat despertat d'aquesta manera i ho investigarà.
Després d'un petit passeig, Thor troba dos gatets gegants dormint en un arbre amb un altre gat cantant-los una melodia dolça. Thor crida al gat cantor preguntant-li si intentava intencionalment evitar que dormís per molestar-lo. El gat li respon que els dos gatets són fills seus i que simplement cantava per adormir-los. Explica que és pare solter i que és difícil criar fills sols.
Thor pensa en Freia i en el regal que podrien ser els gats per fer-se perdonar. El pare gat insisteix que són gats especials i necessiten una casa molt bona, Thor se sent insultat i s'enfada. Mentre Thor corre cap al pare gat, el felí ensenya les dents i treu les urpes. Abans que Thor pugui arribar a l'animal, el gat es converteix en un ocell i se'n va volant.
Thor agafa els dos gatets gegants al seu carro i els presenta a Freia. Li encanten tant aquests gats, que la deessa els fa servir per tirar del seu carro per creuar el cel cada dia.

## Mite

### Deessa de l'amor i de la fertilitat
Freia és considerada una deessa de l'amor, la sexualitat, la bellesa, la terra i la fertilitat. Freia és preciosa, de vegades vermella o rossa, i és invocada per ser feliç en l'amor, però també durant el part. Se la sol·licita de la mateixa manera per obtenir bones collites. Era la deessa de la intimitat, l'atracció entre les persones, la riquesa, la màgia, les profecies i l'origen de Seid s'ha atribuït a Freia.

### Deessa guerrera
Freia està lligada de moltes maneres a la guerra.
Viatjant pels camps de batalla, rep especialment la meitat dels guerrers morts en combat a Sessrumnir ("Habitació amb molts seients"), la sala principal de la seva llar de Fólkvangr ("Camps de la gent / de l'exèrcit"), mentre que Odin rep l'altra meitat al seu hall, el Valhalla.
Per explicar aquesta divisió dels Einherjar ("guerrers que lluiten sols") entre Odin i Freia, certs corrents neopagans expliquen que els guerrers assignats a Odin són els que dediquen la seva existència a la guerra i a les batalles que reben el nom d'ofensives. Els guerrers assignats a Freia són els que lideren les batalles per protegir les seves famílies, els seus clans i les seves propietats, i se'ls anomena els defensius.

### Influències cristianes

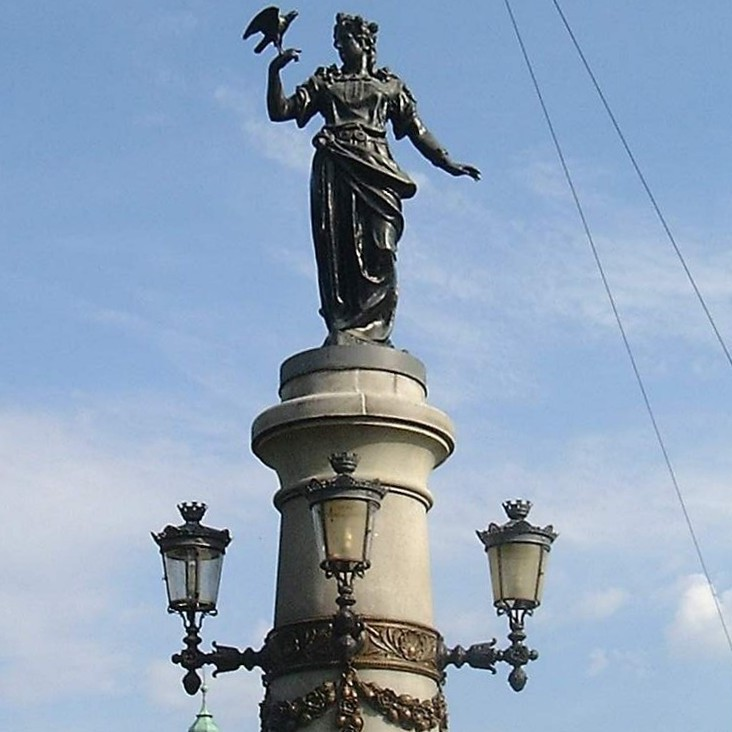
Estàtua de Freia a Djurgården, Estocolm, Suècia. Aquí se la representa amb un falcó, un dels seus símbols.

A la saga del rei Olaf Tryggvason i segons les ordres d'aquest últim, per demostrar la seva pietat, la gent ha d'insultar i ridiculitzar les divinitats principals dels pagans quan es converteixen al cristianisme. Deïtats nòrdiques com Freia són finalment convertides en demoníaques d'acord amb els ensenyaments de l'autoritat cristiana.

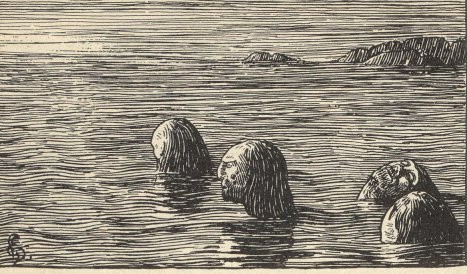
Històricament, durant la cristianització de Noruega, el rei Olaf Tryggvason va utilitzar mitjans elaborats per matar els que refusaven el cristianisme

Els vikings tenien l'obligació de renunciar a les seves antigues creences. "L'Església no permet altres déus, que considera que són dimonis i forces del mal. Freia, la gran deessa dels vikings, símbol de la fertilitat, era per a l'Església un objecte de burla i menyspreu."
Escrit per dos sacerdots cristians al segle xv, el relat islandès Sörla þáttr és un intent d'humiliar deïtats paganes, lloar el cristianisme i immortalitzar el rei cristià Olaf Tryggvason. La història manlleva les parts de Heimskringla (on es burlen les divinitats dels pagans), les parts de la poesia Lokasenna (de Gefjun dormint amb un noi per un collaret, el collaret dels Brísingar) adaptades per humiliar la deessa Freia. Les parts de la poesia Húsdrápa (de Loki robant Brisingar) i la batalla eterna Hjadningavíg. Al final de la història, l'arribada del cristianisme dissol l'antiga maledicció que tradicionalment havia d'esperar Ragnarök.

## Relació entre Freia i Frigg
Freia té atributs paral·lels a Frigg, la deessa sobirana dels alemanys i dels antics escandinaus, especialment els patrocinadors del matrimoni i la maternitat. El marit de Freia és Óðr, el de Frigg és Odin. L'arrel germànica Frijō seria l'origen del nom de les dues deesses en nòrdic antic.

## Relació entre Freia i les sirenes
Freia és la filla del déu del mar i porta una capa de plomes que recorda el tugen, una capa o un abric que antigament portaven bards, però també aus femenines en les històries gregues. De fet, la sirena prové tant del nord d'Europa entre els pobles celtes i escandinaus, com també del sud d'Europa entre els grecs. Les sirenes encara es descriuen com a dones molt boniques des de la cintura fins al cap, amb el cos inferior cobert amb una cua de peix escamosa. Són criatures que reflecteixen el que és més bell en els humans: art, bellesa, literatura, art del cant. Són les muses i les dames d'honor de les aigües amb encant perfecte.
Hi ha dos "tipus" de sirenes: la sirena marina del nord d'Europa i la sirena ocell mediterrània.
Per tornar a la font de la sirena, cal anar a la font com un salmó de saviesa pujant pel riu i les aigües tumultuoses del temps.
La sirena dels ocells sembla ser anterior a la llegenda de la sirena dels peixos, que només seria un avatar inventat / pres pels grecoromans bastant tard.
Etimologia de les sirenes: els Cyrenes (Kurénès) són nimfes de caça precèltiques o celtes Goïdels (Eburons) que habiten el nord d'Àfrica (Líbia). Cirene era una ciutat antiga de Cirenaica molt important; va ser una de les cinc colònies gregues de la regió, on es van establir els libis. Avui encara és a Líbia. En el moment del comerç amb Cirene, hi havia una mena de sincretisme per part dels grecs.
A la costa nord de Finisterre es va trobar una moneda d'or (moneda) de Cirene, de l'antiga Grècia. Aquest objecte va ser trobat en una platja per un jardiner que recollia algues.
Destacar el parentiu fònic amb Schérie i skira, (un mite eròtic, utilitzat en textos onírics de l'antiga Grècia), l'esquiron-quiró, un planeta misteriós i molt controvertit.
La paraula grega seirênès prové de seira “cadena, corda, llaç”, d'aquí el significat de “qui atrapa, que lliga” en el mite de les perilloses sirenes que volen mantenir a prop d'elles Ulisses i la seva família.
Les modernes sirenes marines no s'assemblen gens a les d'Ulisses tal com les veiem a la ceràmica grega, dones ocell.
De fet, les sirenes de les històries gregues són dones-ocell, que vigilen l'oceà, situant-se a les altures, a les muntanyes.
A les històries celtes, les Loireagh són fades relacionades amb l'amor i la fertilitat, habiten rius, fonts i cascades.
Els atributs de Freia en relació amb la feminitat sagrada, el mar i els ocells poden haver estat atribuïts a les sirenes de les aigües, en alguns països i amb el pas del temps. Aquesta idea de vincle amb el mar la podem trobar al seu nom "Mardöll".
Les nostres sirenes, que han perdut el seu origen, ara es combinen amb una moderna decoració europea, que data de l'edat mitjana.

## Influència moderna
- Freia es troba a l'origen de la paraula anglesa Friday i de la paraula alemanya Freitag que significa divendres, perquè aquest dia li va ser dedicat.
- Vanadis, un altre nom de Freia, va donar nom a l'element químic vanadi.
- L'asteroide (76) Freia rep el nom de Freia.
- Freia apareix com un aliat al videojoc God of War 4.